# Vilgot Sjöman

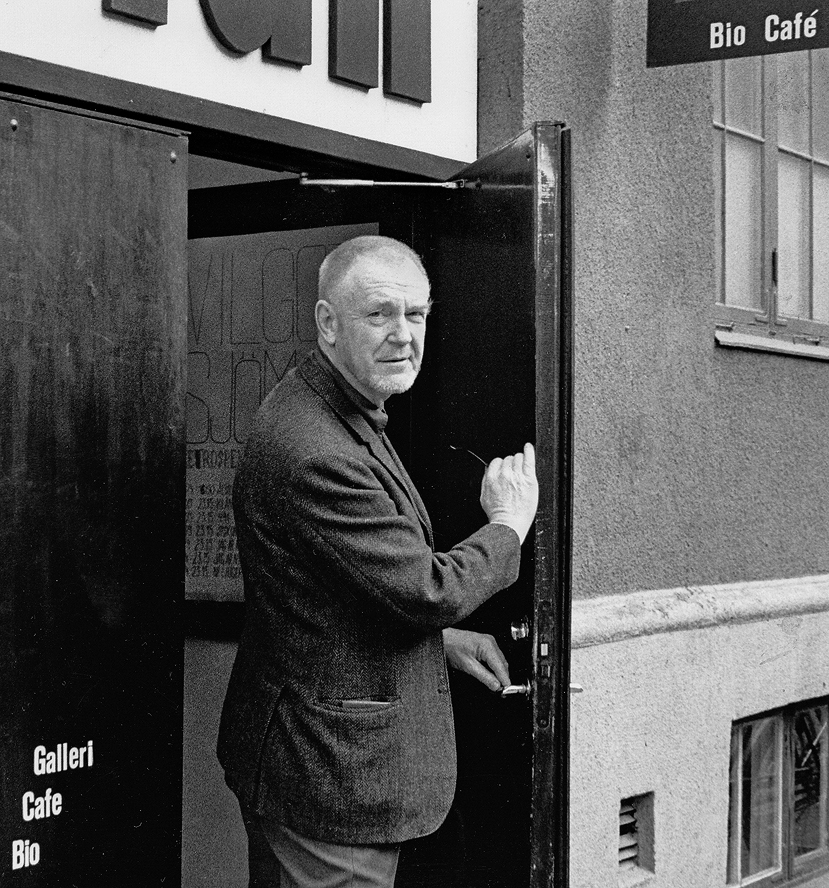
Vilgot Sjöman 1987.

Vilgot Sjöman (Aussprache [ˌvilːgɔt ˈʃøːman], * 2. Dezember 1924 in Stockholm; † 9. April 2006 ebenda) war ein schwedischer Filmregisseur und Autor. Er war ein Vertreter des Autorenfilms.
Er schrieb Romane, Drehbücher, Essays und Theaterstücke und inszenierte am Königlichen Dramatischen Theater, bevor er 1961 als Regieassistent bei Ingmar Bergmans Licht im Winter erstmals aktiv beim Film tätig wurde. Sein eigener Debütfilm war Schlafwagenabteil (Älskarinnan) aus dem Jahr 1962 mit Bibi Andersson in der Hauptrolle. Er stellte ihn im Wettbewerb der Berlinale 1963 vor, und Bibi Andersson erhielt für ihre Darstellung einen Silbernen Bären.
Sjöman schrieb fast alle seine Drehbücher selbst. Er thematisierte mehrfach gesellschaftliche Tabus, so bereits in 491 (1964), insbesondere aber in den 1970er Jahren, und wurde dadurch ein Opfer der Filmzensur. Der Film 491 sollte so z. B. am Wettbewerb der Berlinale 1964 teilnehmen, wurde allerdings von den Organisatoren aufgrund von Protesten ausgeladen.
Ich bin neugierig (gelb) (1967) war in den USA Gegenstand von Gerichtsprozessen wegen angeblicher Pornographie: U. a. ist zu sehen, wie die Hauptdarstellerin Lena Nyman den (nicht erigierten) Penis ihres Filmpartners Börje Ahlstedt küsst. Auch in Deutschland wurde der Film im Erstverleih geschnitten. Interessant ist Ich bin neugierig – gelb aber insbesondere, weil Sjöman Dokumentarszenen eigener Interviews mit Personen der Zeitgeschichte wie Olof Palme, Martin Luther King, Jewgeni Jewtuschenko und anderen in die Handlung eingeflochten hat.
Sjöman starb infolge eines Schlaganfalls.

## Filmographie (Auswahl)
- 1962: Schlafwagenabteil (Älskarrinan)
- 1964: 491
- 1966: Syskonbädd 1782 (Geschwisterbett) (Syskonbädd 1782)
- 1967: Ich bin neugierig (gelb) (Jag är nyfiken – gul)
- 1968: Ich bin neugierig (blau) (Jag är nyfiken – blå)
- 1970: Glücklicher Scheißer (Lyckliga skitar)
- 1971: Troll
- 1974: Eine Handvoll Liebe (En handfull kärlek)
- 1975: Die Garage (Garaget)
- 1977: Tabu
- 1979: Linus und das alte Backsteinhaus (Linus eller Tegelhusets hemlighet)
- 1981: Jag rodnar
- 1987: Malacca
- 1989: Fallgropen
- 1995: Alfred